# Devin Frischknecht
Pour les articles homonymes, voir Frischknecht.
(en) Statistiques sur pro-football-reference
Devin Frischknecht (né le 6 novembre 1986 à Ephraim) est un joueur américain de football américain. Il est agent libre depuis le 26 avril 2010.

## Carrière

### Université
Devin débute en 2005 au Snow College où il est entrainé par Steve Coburn qui le fait jouer au poste de wide receiver et dans l'escouade spéciale. Lors de sa première saison, l'équipe obtient un score de 10-2. En 2006, il fait sa dernière saison avec le Snow College car il est transféré à l'université d'État de Washington pour la saison 2007. Il débute en janvier 2007 contre l'université de Californie et participe à douze matchs dans la saison, marquant trois touchdowns. En 2008, il joue dix matchs et marque un seul touchdown.

### Professionnel
Inscrit au draft de la NFL de 2009, il n'est sélectionné par aucune équipe, signant un contrat comme agent libre avec les Redskins de Washington. Il n'y reste pas longtemps et est libéré. L'ancien Cougars signe ensuite avec les Packers de Green Bay peu de temps après, jouant avec l'équipe d'entrainement. Il est libéré le 26 avril 2010 par la franchise du Wisconsin sans avoir joué le moindre match en professionnel.